# VFF Champions League
Die VFF Champions League (bis 2009 VFF Bred Cup, sowie bis 2020 VFF National Super League, aus Sponsorengründen auch TVL National Super League genannt) wurde 2005 von der Vanuatu Football Federation gegründet und ist die höchste Spielklasse des nationalen Fußballverbands von Vanuatu. Der Sieger qualifizierte sich bis einschließlich 2020 automatisch für die OFC Champions League. Seitdem spielen die zwei besten Mannschaften einen Teilnehmer unter sich aus.

## Format
Von 2016 bis einschließlich 2020 nahm der stärkste regionale Fußballverband Port Vila Football Association (PVFA) nicht an der zu dieser Zeit National Super League heißenden Liga teil, sondern spielte seinen Meister in einem Final-Four aus. Somit stand hier ein eigener Startplatz für die OFC Champions League an. Zur Saison 2021 wurde mit der Umbenennung der Liga auch ein neues Format eingeführt. Seitdem nehmen wieder die Sieger aus allen Ligen der lokalen Verbände in zwei Gruppen an dem Wettbewerb teil, an dessen Ende die beiden besten Mannschaften der Gruppen, welche aus jeweils vier Teilnehmern bestehen, in einem Play-off den Meister ausspielen.
| Verband                         | Liga                       | Provinz/Ort |
| ------------------------------- | -------------------------- | ----------- |
| Tafea Football Association      | Tafea Football League      | Tafea       |
| Shefa Football Association      | Shefa Football League      | Shefa       |
| Luganville Football Association | Luganville Football League | Luganville  |
| Torba Football Association      | Torba Football League      | Torba       |
| Penama Football Association     | Penama Football League     | Penama      |
| Sanma Football Association      | Sanma Football League      | Sanma       |
| Malampa Football Association    | Malampa Football League    | Malampa     |

## Bisherige Sieger
| Saison                    | Gewinner            | Ergebnis                                     | Zweiter             |
| ------------------------- | ------------------- | -------------------------------------------- | ------------------- |
| VFF Bred Cup              |                     |                                              |                     |
| 2005                      | Tafea F.C.          | Unentschieden, gewonnen im Elfmeterschießen. | Vaum United         |
| 2006                      | unbekannt           | unbekannt                                    | unbekannt           |
| 2007                      | unbekannt           | unbekannt                                    | unbekannt           |
| 2008                      | Port Vila Sharks    | 4:0                                          | Tafea Hornets       |
| 2009                      | Tafea F.C.          | 4:1                                          | Vaum United         |
| VFF National Super League |                     |                                              |                     |
| 2010                      | Amicale FC          | Rundenturnier (RT)                           | Tafea F.C.          |
| 2011                      | Amicale FC          | RT                                           | Tafea F.C.          |
| 2012                      | Amicale FC          | RT                                           | Tafea F.C.          |
| 2013                      | Tafea F.C.          | 1:0                                          | Amicale FC          |
| 2014                      | Tafea F.C.          | 3:1                                          | Amicale FC          |
| 2015                      | Amicale FC          | 3:0                                          | Malampa Revivors FC |
| 2016                      | Nalkutan FC         | RT                                           | Vaum United         |
| 2017                      |                     | nicht ausgetragen                            |                     |
| 2018                      | Malampa Revivors FC | RT                                           | Vaum United         |
| 2019                      | Malampa Revivors FC | 2:1                                          | Fenua Temanu Bakou  |
| 2020                      | Galaxy FC           | 5:0                                          | Malampa Revivors FC |
| VFF Champions League      |                     |                                              |                     |
| 2021                      | RueRue FC           | 0:3                                          | Galaxy FC           |
| 2022                      |                     | nicht ausgetragen                            |                     |
| 2023 (I)                  | Ifira Black Bird FC | 1:0                                          | Siaraga FC          |
| 2023 (II)                 | Ifira Black Bird FC | 2:0                                          | Classic FC          |
| 2024                      | Ifira Black Bird FC | Rundenturnier (RT)                           | Galaxy FC           |
| 2024/25                   | Galaxy FC           | Rundenturnier (RT)                           | Ifira Black Bird FC |

### Anzahl der Meistertitel
| Rang                      | Verein              | Titel | Zweite Plätze | Spielzeiten               |
| ------------------------- | ------------------- | ----- | ------------- | ------------------------- |
| 1.                        | Tafea FC            | 4     | 3             | 2005, 2009, 2013, 2014    |
| 2.                        | Amicale FC          | 4     | 2             | 2010, 2011, 2012, 2015    |
| 3.                        | Galaxy FC           | 3     | 1             | 2020, 2021, 2024/25       |
|                           | Ifira Black Bird FC | 3     | 1             | 2023 (I), 2023 (II), 2024 |
| 4.                        | Malampa Revivors FC | 2     | 2             | 2018, 2019                |
| 5.                        | Port Vila Sharks    | 1     | –             | 2008                      |
|                           | Nalkutan FC         | 1     | –             | 2016                      |
| 6.                        | Vaum United         | –     | 4             | –                         |
| 7.                        | RueRue FC           | –     | 1             | –                         |
| Stand: Saisonende 2024/25 |                     |       |               |                           |